# Joanna Worek
Joanna Worek (ur. 23 stycznia 1986 w Pszczynie) – polska szachistka, arcymistrzyni od 2013 roku, od 2016 roku reprezentantka Czech.

## Kariera szachowa
Jest wielokrotną medalistką mistrzostw Polski juniorek:
- trzykrotnie złotą (Żagań 1996 – w kategorii do lat 10, Zamość 1999 – do lat 14[2], Zakopane 2001 – do lat 16[3]),
- pięciokrotnie srebrną (Nadole 1995 – do lat 10, Biała 2000 – do lat 14[4], Krynica-Zdrój 2003 – do lat 18[5], Łeba 2004 – do lat 18[6], Środa Wielkopolska 2006 – do lat 20[7]),
- brązową (Trzebinia 2002 – do lat 20[8]).

W latach 1995–2003 była etatową reprezentantką Polski na mistrzostwach świata i Europy juniorek. Największy sukces w karierze osiągnęła w 2001 r., zdobywając w Oropesa del Mar brązowy medal mistrzostw świata juniorek do 16 lat. Jest również dwukrotną medalistką mistrzostw Europy: srebrną (Tallinn 1997 – do lat 12) i brązową (Rymawska Sobota 1996 – do lat 10).
Wielokrotnie startowała w finałach mistrzostw Polski seniorek. Pięciokrotnie zdobyła medale mistrzostw Polski w szachach błyskawicznych: dwukrotnie złote (2008, 2009), dwukrotnie srebrne (2010, 2013) oraz brązowy (2012). W 2015 r. zdobyła w Trzciance srebrny medal mistrzostw Polski w szachach szybkich.
W 2006 r. zwyciężyła w otwartym turnieju w Pszczynie. Normy na tytuł arcymistrzyni wypełniła w Sztokholmie (2008), Frýdku-Místku (2012) oraz Legnicy, na mistrzostwach Europy.
Reprezentowała Polskę w turniejach drużynowych, m.in.:  na olimpiadzie szachowej (w roku 2012) oraz  na drużynowych mistrzostwach Europy (w roku 2013).
Najwyższy ranking w dotychczasowej karierze osiągnęła 1 grudnia 2013 r., z wynikiem 2351 punktów zajmowała wówczas 6. miejsce wśród polskich szachistek.